# Grande-Bretagne aux Jeux paralympiques d'été de 1972
La Grande-Bretagne participe aux Jeux paralympiques d'été de 1972 à Heidelberg. Elle y remporte cinquante deux médailles : seize en or, quinze en argent et vingt et un en bronze, se situant à la troisième place des nations au tableau des médailles. La délégation britanniques regroupe 72 sportifs.